# ISO/TC324
ISO/TC 324 "Sharing economy" è il Comitato Tecnico n. 324 del Organizzazione internazionale per la normazione (ISO) istituito nel 2019 per sviluppare standard nell'area dell’Economia collaborativa (Sharing economy).

## Storia
Ad inizio 2019 il Technical Management Board dell'ISO (TMB) ha deciso di creare un nuovo comitato tecnico ISO chiamato ISO/TC 324.
Il primo incontro plenario si è tenuto il 13-14 luglio 2019 a Tokyo, ospitato dalla Japanese Industrial Standards Committee (JISC). Il secondo incontro plenario di è tenuto a Toronto (Canada) dal 9 all'11 Dicembre 2019).

## Scopo
L'attuale ambito di applicazione di ISO/TC 324 si concentra principalmente sulla standardizzazione nel campo della Sharing economy. l'attività principale di ISO/TC 324 è lo sviluppo di standard internazionali a supporto della pratica internazionale dell'economia collaborativa.

## Organizzazione
ISO/TC 324 ha attualmente la seguente organizzazione:
- Presidente (2019-2024) – Masaaki Mochimaru (Giappone)
- Segreteria tecnica - Tomoyuki Endo (Giappone)
- ISO/TC 324/AHG 1: Opzioni per l'operatività (Options for operationalization) – (Convenor) coordinatore fino al 2022: Hideaky Ninomiya (Giappone).
- ISO/TC 324/WG 1: Terminologia e principi (Terminology and principles) – (Convenor) coordinatore fino al 2022: Kernaghan Webb (Canada).
- ISO/TC 324/TG 1: Piano strategico (Strategic business plan) – (Convenor) coordinatore fino al 2022: Tomoyuki Endo (Giappone).
- ISO/TC 324/TG 2: Comunicazione e impegno (Communication and engagement) – (Convenor) coordinatore fino al 2022: Xin Yao (Cina).

ISO/TC 324 ha 18 paesi partecipanti e 16 paesi osservatori.

## Standard pubblicati
Norme ISO pubblicate con responsabilità diretta del comitato ISO/TC 324:
- ISO 42500:2021 Sharing Economy — Terminology and Principles[2]

Norme ISO in fase di sviluppo con responsabilità diretta della ISO/TC 324:
- ISO 42501 Sharing Economy — Requisiti generali di affidabilità e sicurezza per la piattaforma digitale[3]
- ISO 42502 Sharing Economy — Linee guida per la verifica del provider su piattaforma digitale[4]